# زن متأهل (فیلم ۲۰۰۵)
زن متأهل (به هندی: Parineeta) یا دختری چون فرشته فیلمی محصول سال ۲۰۰۵ و به کارگردانی پرادیپ سرکار است. در این فیلم بازیگرانی همچون ویدیا بالان، سیف علی خان، سانجی دات، رایما سن، دیا میرزا، سابیاسچی چاکرابارتی، تینا دوتا، ریکا ایفای نقش کرده‌اند.